# Karaoke Edda
Ez az album az Edda Művek legnagyobb slágereit tartalmazza, azonban, mivel eredendően karaoke albumnak szánták, ezért az éneksávot teljes egészében lekeverték a számokról (kivételt képez helyenként a zenekar illetve Gömöry Zsolt hangja). Megjelenésekor nem kapott sorszámot, 2000-től vették figyelembe a soralbumoknál (20 év – 25 lemez).

## Számok listája
1. Szellemvilág (Szálljunk fel)
2. Büszke sas
3. Hűtlen
4. Ördögi kör
5. Érzés
6. Szélvihar
7. Éjjel érkezem
8. Megint egy balhé
9. Akitől minden szép
10. Elérlek egyszer
11. Álmodtam egy világot
12. Gyere őrült
13. Ma minden más
14. Ég a házunk
15. Amikor még
16. Nincs visszaút
17. A kör

## Közreműködők
- Alapi István – gitár, vokál
- Donászy Tibor – dob
- Gömöry Zsolt – billentyűs hangszerek, vokál
- Kicska László –  basszusgitár== Források ==
- Karaoke Edda – Edda.hu
- Karaoke Edda – Zeneszöveg.hu